# Jean Dabin
 (janvier 2024).
Vous pouvez aider à l'améliorer ou bien discuter des problèmes sur sa page de discussion.
- Il ne cite pas suffisamment ses sources. Vous pouvez indiquer les passages à sourcer avec {{référence nécessaire}} ou {{Référence souhaitée}}, et inclure les références utiles en les liant aux notes de bas de page. (Marqué depuis mai 2021)
- Son texte doit être wikifié : il ne correspond pas à la mise en forme Wikipédia (style, typographie, liens internes, liens entre les wikis, etc.). (Marqué depuis mai 2021)

- Archive Wikiwix
- Bing
- Cairn
- DuckDuckGo
- E. Universalis
- Gallica
- Google
- G. Books
- G. News
- G. Scholar
- Persée
- Qwant
- (zh) Baidu
- (ru) Yandex
- (wd) trouver des œuvres sur Wikidata

Jean Dabin, né à Liège le 9 juillet 1889 et mort à Louvain le 13 août 1971, fut un juriste belge de renommée internationale.
Académicien, titulaire de nombreux doctorats honoris causa d'universités étrangères, il dénonce sur le plan constitutionnel la reddition du roi Léopold III à l'issue de la bataille de la Lys. Il fait partie du mouvement chrétien Rénovation wallonne dès sa constitution. 
Comme enseignant, il est connu pour sa façon dynamique de se déplacer et de faire des gestes en parlant.

## Biographie

### Jeunesse
Jean Jules Henri Marie Dabin, de son nom complet, grandit dans une famille liégeoise catholique et d’opinion libérale. Son père, Henri Dabin, est éditeur de musique. Il montrera  un vif intérêt pour le violon toute sa vie. Il joue de plusieurs instruments : trompette, cor, trombone, etc.
Sa mère est issue d’une famille de magistrats de père en fils, ce qui expliquerait son intérêt pour le droit.
Après ses études, en 1914, Jean Dabin fait partie de la garde civique durant une courte période. Il est avec d'autres un soutien moral pour les Belges durant la guerre. Il participe à la presse clandestine, en publiant, sous couvert d’anonymat, deux brochures (la vérité sur les massacres de Dinant en 1915 et La Belgique inviolable en 1916). Les deux lui vaudront arrestation et incarcération. Dans ces deux brochures, Jean Dabin dénonce la violation par les Allemands de la convention de la Haye fraîchement signée, mais aussi l’invasion d’un pays qui revendique sa neutralité.

### Famille et mariage
En 1926, Jean Dabin épousa la fille du Professeur Leplat de la Faculté des Sciences agronomiques, Jeanne Leplat. Ensemble, ils eurent sept enfants, deux filles et cinq fils. 
Parmi ses fils, deux sont devenus prêtre, Henri et François, qui fut vicaire épiscopal de Liège ; son fils, Jacques, est devenu professeur de droit naturel et de morale à l’Université catholique de Louvain et recteur à l’Université de Saint-Louis Son fils aîné est devenu doyen de Saint-Nicolas d’Outre-Meuse. 
De son vivant, Jean Dabin fut grand-père onze fois.

### Études
Jean Dabin effectue des études secondaires au Collège Saint Servais. Il entre à l’Université de Liège en 1907 où il obtient un doctorat en droit, ainsi qu'en histoire. Il est élu lauréat du concours universitaire en histoire, en 1910, pour son Étude critique sur le mémoire du légat Onofrio, concernant les affaires de Liège de 1468. En 1911, il sort de l’Université de Liège docteur en droit avec la plus grande distinction[réf. nécessaire]. Dans le cadre de sa première épreuve de doctorat en 1912, il écrit un mémoire, « La politique française à Liège au XVe siècle », publié dans le Bulletin de l’Institut archéologique liégeois un an plus tard. La même année, il publie l’ouvrage Le pouvoir d’appréciation du jury et les nouvelles poursuites en correctionnelle après acquittement en assises. Étude historique et critique.
Il entame, en 1913, un doctorat spécial en droit ; sa thèse est détruite dans l’incendie de Louvain ; il la reconstitue durant la guerre, et est couronné en 1919. Il est alors nommé professeur de droit à l’Université de Liège.

### Enseignement
Peu après sa nomination à l’Université de Liège, Jean Dabin obtient un poste à l’université catholique de Louvain. Il remplace le professeur Mabille, en tant que professeur de droit civil, sur le plan du droit des personnes et des biens.
Il enseigne pendant 40 ans, et devient Doyen de l’Université à trois reprises.
Jean Dabin est un professeur « dogmatique » : il délaissait la théorie pure et dure, pour laisser place à la pratique et au raisonnement. Il se consacre principalement au droit civil positif, qualifié dans certains de ses ouvrages de « positivisme civilisé ou éclairé ». Il enseigne principalement le droit privé, mais aussi le droit du travail, le droit public ou même la science politique.
En tant que juriste, il associe la pensée philosophique à la pensée juridique, notamment dans ses ouvrages. Dans sa dernière réédition de Théorie générale du droit, il réfute le titre de philosophe du droit, pour ne pas « dénaturer » le droit. Le christianisme, son humanisme, ont toujours imprégné son enseignement et ses réflexions.
Le professeur Jean Dabin a enseigné dans les universités de Louvain, de Paris, de Strasbourg, de Nancy, de Montpellier et de Dijon.

## Vision du droit
Jean Dabin est spécialisé en droit civil, puisque civiliste de formation, la théorie ou la philosophie du droit et même le droit public et la philosophie juridique.
Il refuse l’appellation de « philosophe du droit, » : il ne veut pas élever le droit au rang philosophique, de peur de le dénaturer. Aux philosophes, revient la tâche de s’occuper de la philosophie du droit, non aux juristes.
Jean Dabin s’oppose aux concepts de « théorie générale du droit » et de « droit naturel ». Il considère le premier comme une analyse non-précise de la science du droit, et le second comme une simple morale.
Il affirme une vision positiviste, c’est-à-dire que le droit est purement construit des mains de l’homme, même s'il intègre dans sa vision positiviste des éléments « préjuridiques », c’est-à-dire la morale ou le droit naturel politique.
Il a de l’État une vision monolithique et positive, en même temps qu'imprégnée de philosophie, d’histoire, et même de catholicisme.

## Honneurs et honoris causas

### Prix
Il reçoit, en 1965, le Prix quinquennal du FNRS.

### Honneurs
En 1963, Jean Dabin se voit offrir deux Mélanges en sa qualité de « maître » de l’Université française. D’autres honneurs ou discours élogieux suivront, certains posthumes.
Depuis 1965, une Journée Juridique Jean Dabin est organisée chaque année par la faculté de Droit de l’Université Catholique de Louvain. Ces Journées sont, selon les organisateurs, « des colloques autour de thématiques caractérisées par leur actualité et l’intérêt scientifique qu’elles représentent pour différentes disciplines du droit ».

### Honoris causa
Jean Dabin a été nommé docteur honoris causa dans plusieurs universités.
- Université catholique de Louvain
- Université de Liège
- Université de Paris
- Université de Strasbourg
- Université de Nancy
- Université de Montpellier
- Université de Dijon

## Implications dans diverses organisations
Jean Dabin est membre de l’Académie royale de Belgique à partir de 1947 Il en est Directeur de la Classe des Lettres et Président de l’Académie, en 1958.
Il est membre de la société italienne de philosophie du droit, de l’Institut argentin de philosophie du droit, Président du Centre Inter-universitaire de droit comparé, et vice-président du groupe belge de l’Association Henri Capitant.
Il est l’un des premiers à être publié par les Annales de Droit de Louvain, dans le premier numéro intitulé « Règle morale et règle juridique : essai de compétence systématique ». 
Il écrit un article dans le premier numéro qui paraît après la guerre, intitulé « Les degrés d’intérêt et lésions de droit comme condition de la réparation des dommages de droit privé et de droit public ». Il est cofondateur de la Revue Critique de Jurisprudence Belge.

## La Question royale
Jean Dabin joue un rôle dans la Question royale de 1945 à 1951, puisqu'il fait partie du mouvement Rénovation wallonne, et s’oppose fermement, d’un point de vue constitutionnel, à la reddition signée par Léopold III au sortir de la bataille des Lys de mai 1940.